# Moon’Doc
Moon’Doc war eine deutsche Heavy-Metal-Band um den Gitarristen und Produzenten Herman Frank (Accept, Victory) aus Hannover.

## Geschichte
Moon’Doc wurde 1994 von Herman Frank mit Sänger Chris Bay, Bassist Ilker Ersin und Schlagzeuger Robert Jöcks gegründet. 1995 erschien das erste Album Moon’Doc, 1996 folgte Get Mooned. 1998 verließen Chris Bay und Ilker Ersin die Band, um Freedom Call zu gründen. Das dritte und letzte Album mit dem Titel Realm of Legends wurde daher mit geändertem Line-up, nämlich Sänger Jürgen Wulfes, Bassist Frank Haase, Schlagzeuger Fritz Randow und Keyboarder Ossy Pfeiffer, eingespielt. Es erschien im Jahr 2000.

## Diskografie
- 1995: Moon’Doc
- 1996: Get Mooned
- 2000: Realm of Legends
- 2002: Get Mooned (+ 1 Bonus-Track, JP-Import)